# Jeremiah P. Ostriker
Jeremiah Paul Ostriker (* 13. April 1937 in New York City; †  6. April 2025 ebenda) war ein US-amerikanischer Astrophysiker.

## Beruflicher Werdegang
Jeremiah Ostriker studierte an der Harvard University (Bachelor 1959) und wurde 1964 bei Subrahmanyan Chandrasekhar an der University of Chicago zum Ph. D. promoviert. 1966 wurde er Assistant Professor und 1971 Professor an der Princeton University. Von 1970 bis 1972 war er Sloan Research Fellow. 1979 wurde er dort Vorstand der Fakultät für Astrophysik und Direktor des Observatoriums. 1982 wurde er Charles A. Young Professor für Astronomie in Princeton. Ab 1995 war er Provost der Abteilung Astrophysik und Direktor des Observatoriums in Princeton. Von 2001 bis 2003 hatte er die Plumian Professorship of Astronomy and Experimental Philosophy an der Universität Cambridge inne. Dann kehrte er nach Princeton zurück.

## Forschungsgebiete
Ostriker war theoretischer Astrophysiker. Er befasste sich mit vielen Gebieten der Astrophysik. Insbesondere forschte er über Dunkle Materie und Dunkle Energie, die Galaxienbildung und das Wachstum Schwarzer Löcher, die Wechselwirkung von Quasaren mit ihrer Umgebung und das Warm-Hot Intergalactic Medium. Außerdem interessierte er sich für die Forschungsgebiete Struktur und Schwingungen rotierender Sterne, Dynamik von Galaxienhaufen, Stabilität von Galaxien, Evolution von Kugelsternhaufen und anderen Sternhaufen, Pulsaren, Röntgendoppelsternen, Gravitationslinsen, aktiven Galaxienkernen, astrophysikalischen Stoßwellen sowie der großräumigen Struktur der Galaxienverteilung.
Mit P. Bode entwickelte er 2003 den TPM Code (Tree Particle Mesh Code) für kosmologische Simulationen.
Er war Autor und Koautor von über 500 Veröffentlichungen (2012).

## Mitgliedschaften
Ostriker war Mitglied der National Academy of Sciences, der American Academy of Arts and Sciences (1975) und der American Philosophical Society (1994). 1999 wurde als Auswärtiges Mitglied in die Königlich Niederländische Akademie der Wissenschaften aufgenommen. 2007 wurde er zum Auswärtigen Mitglied der Royal Society gewählt. Zudem war er Mitglied der Royal Astronomical Society.

## Privates
Gemeinsam mit der Schriftstellerin Alicia Suskin Ostriker hatte er drei Kinder, darunter die Astrophysikerin Eve C. Ostriker.

## Auszeichnungen
- Helen-B.-Warner-Preis für Astronomie der American Astronomical Society (AAS) (1972)
- Henry Norris Russell Lectureship der AAS (1980)
- Karl-Schwarzschild-Medaille (1999)
- National Medal of Science durch US-Präsident Bill Clinton (2000)
- Goldmedaille der Royal Astronomical Society (2004)
- Bruce Medal (2011)
- James Craig Watson Medal (2012)
- Gruber-Preis für Kosmologie (2015)

## Veröffentlichungen (Auswahl)
- Jeremiah P. Ostriker, Ethan T. Vishniac: Generation of microwave background fluctuations from nonlinear perturbations at the ERA of galaxy formation. In: The Astrophysical Journal. Band 306, 1986, S. L51–L51, doi:10.1086/184704.
- Jeremiah P. Ostriker, Christopher F. McKee: Astrophysical blastwaves. In: Reviews of Modern Physics. Band 60, Nr. 1, 1988, S. 1–68, doi:10.1103/revmodphys.60.1.
- Mi‐Kyung Park, Jeremiah P. Ostriker: Hydrodynamics of accretion onto black holes. In: Advances in Space Research. Band 22, Nr. 7, 1998, S. 951–960, doi:10.1016/s0273-1177(98)00127-6.
- Jeremiah P. Ostriker: Collisional Dark Matter and the Origin of Massive Black Holes. In: Physical Review Letters. Band 84, Nr. 23, 2000, S. 5258–5260, doi:10.1103/physrevlett.84.5258, PMID 10990918.
- Kentaro Nagamine, Jeremiah P. Ostriker, Renyue Cen: Cosmic Mach Number as a Function of Overdensity and Galaxy Age. In: The Astrophysical Journal. Band 553, Nr. 2, 2001, S. 513–527, doi:10.1086/320966.
- Jeremiah P. Ostriker, Paul J. Steinhardt: New Light on Dark Matter. In: Science. Band 300, Nr. 5627, 2003, S. 1909–1913, doi:10.1126/science.1085976.